# 哈卡·古隆
哈卡·巴哈杜·古隆博士（英語：Dr. Harka Bahadur Gurung；1939年1月5日—2006年9月23日）是一位尼泊爾地理學家、人類學家、作者、藝術家和政治家，以保育工作而聞名。

## 早期生涯
哈卡·古隆於1939年2月5日生於尼泊爾拉姆瓊縣境內一個名為塔蘭奇（Taranche），的村落。其父親為英國軍隊的士官。在國王喬治軍校學院（英語：King George Military School）完成中學學業後，至巴特那大學攻讀地理學學士及碩士，並獲得獎學金於愛丁堡大學完成博士學位。

## 學術職涯
完成博士學位後，哈卡·古隆在倫敦大學亞非學院擔任研究員，1966年返回尼泊爾，於加德滿都特里布萬大學擔任講師。1984年擔任夏威夷東西中心學院客座教授。哈卡·古隆出產相當多的著作，包括15本書籍及675篇學術文章和報導。也曾在尼泊爾擔任世界自然基金會顧問。

## 政治生涯
1968年，哈卡·古隆被任命為尼泊爾國家計劃委員會副主席。隨後擔任幾個政府職位，包括教育部長、貿易和工業部長、旅遊部長等。1993至1998年，擔任非營利組織亞太發展中心主管，也擔任世界銀行顧問。

## 死亡
哈卡·古隆不幸的在2006年的一場保育會議的返程中於尼泊爾塔普勒瓊縣發生直升機事故，包括哈卡·古隆在內共24人罹難。並於2011年加德滿都國際高山電影節中舉行追憶，林盡足球俱樂部（英語：Lamjung F.C.）為他舉行了紀念性的足球比賽。在博克拉設立一個佔地3公頃的生態公園「哈卡博士、錢德拉與米格瑪紀念拉力古蘭斯生態公園」（英語：the Dr Harka, Chandra & Migma Memorial Laligurans Eco Park），以紀念哈卡與其他直升機事故中的罹難者。